# Kobie van Rensburg

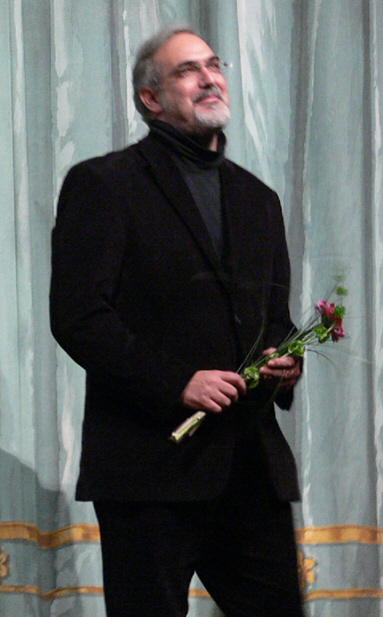
Kobie van Rensburg (2009, Passau)

Kobie van Rensburg (* 23. Mai 1969 in Johannesburg) ist ein südafrikanischer Opernsänger (Tenor) und Opernregisseur.

## Leben
Van Rensburg studierte Gesang bei Werner Neel an der Universität Potchefstroom, nebenbei auch Jura und Politik. In einem Interview sagte van Rensburg dazu: „Ich war damals immer ein besserer Jurist, als Sänger war ich Klassenletzter.“
Seine Debütrolle sang er 1991 im Alter von 21 Jahren in einer Inszenierung von Mozarts Die Entführung aus dem Serail an der Roodeport City Opera in Roodepoort. Dort verkörperte er den Belmonte. 1996 erhielt er ein Engagement am Münchener Gärtnerplatztheater. Van Rensburgs Schaffen ist seit dem Jahr 2000 mit der Lautten Compagney Berlin unter Leitung von Wolfgang Katschner verknüpft. Mit ihnen führte er Monteverdis L’Orfeo in Halle an der Saale auf und veröffentlichte drei CDs. Seit 2011 arbeitet van Rensburg mit dem Ensemble für alte und Neue Musik così facciamo zusammen, mit ihnen führte er Händels Ariodante auf.
Im Liedgesang konzentrierte sich van Rensburg bisher auf englische Komponisten des Barock (z. B. Dowland, Byrd, Purcell), aber auch Kompositionen von unter anderem Beethoven, Schumann und Schubert gehören zu seinem Repertoire.
2006 debütierte er an der New Yorker Metropolitan Opera als Mozarts Idomeneo.
Van Rensburgs Repertoire konzentriert sich vor allem auf die musikalische Stilepoche des Barock.

## Regiearbeit
Am Münchner Gärtnerplatztheater inszenierte Peer Boysen das Pasticcio Ein Theater nach der Mode mit van Rensburg, das neben der Musik Händels auch Arbeiten anderer barocker Komponisten einschließt. 2006 gab er mit Monteverdis L’Orfeo sein Regie-Debüt am Opernhaus Halle a.d. Saale, in dem er auch die Titelrolle sang. Händels erstes Oratorium Il trionfo del Tempo e del Disinganno wurde 2009 in Passau unter van Rensburgs Leitung aufgeführt. Seine jüngsten Regiearbeiten beschäftigen sich mit Händels Oper Ariodante, die im Februar 2011 am Münchner Cuvilliés-Theater erstmals aufgeführt wurde, sowie Mozarts Oper Le Nozze di Figaro, die im Oktober 2011 in Mönchengladbach Premiere feierte. Wie auch schon in seiner Produktion Il Pianto d’Orfeo verband van Rensburg in Ariodante den Tanz als Ausdrucksmittel mit der Musik. Der Tänzer fungiert als Alter Ego des Sängers und illustriert die Gefühle der handelnden Person. Einen großen Erfolg bei Publikum und Presse erregte van Rensburg auch mit seiner Inszenierung der Oper Flight von Jonathan Dove in Oldenburg.

## Rollen (Auswahl)
- Pane in La Calisto (Francesco Cavalli)
- Acis in Acis and Galatea (Georg Friedrich Händel)
- Grimoaldo in Rodelinda (Georg Friedrich Händel)
- Jupiter in Semele (Georg Friedrich Händel)
- Orfeo in L’Orfeo (Claudio Monteverdi)
- Bastien in Bastien und Bastienne (Wolfgang Amadeus Mozart)
- Don Ottavio in Don Giovanni (Wolfgang Anmadeus Mozart)
- Idomeneo in Idomeneo (Wolfgang Amadeus Mozart)
- Tito in La clemenza di Tito (Wolfgang Amadeus Mozart)
- Tamino in Die Zauberflöte (Wolfgang Amadeus Mozart)
- Ubaldo in Armida (Gioachino Rossini)
- Nightingale in Ein Theater nach der Mode (Kobie van Rensburg und Peer Boysen)

## Diskografie
- 2000: Handel’s Beard, Arien für Tenor (Georg Friedrich Händel, Kobie van Rensburg, Lautten Compagney)
- 2001: Songs of An English Cavalier (verschiedene Komponisten, Kobie van Rensburg, Lautten Compagney)
- 2001: Liededition Vol.1 & 2 (Fanny Hensel, Kelvin Groot)
- 2002: Madrigali Guerrieri ad Amorosi (Claudio Monteverdi, René Jacobs, Concerto Vocale)
- 2003: Griselda (Alessandro Scarlatti, René Jacobs, Akademie für alte Musik Berlin)
- 2004: Le nozze di Figaro (Wolfgang Amadeus Mozart, René Jacobs, Concerto Köln)
- 2005: Der Fliegende Holländer (Richard Wagner, Bruno Weil, Cappella Coloniensis)
- 2006: Il pianto d’Orfeo (verschiedene Komponisten, Kobie van Rensburg, Lautten Compagney)
- 2006: Catone in Utica (Giovanni Battista Ferrandini, Christoph Hammer, Neue Hofkapelle München)
- 2006: Messiah (Georg Friedrich Händel, René Jacobs, Freiburger Barockorchester)
- 2007: Der Messias (Georg Friedrich Händel, Wolfgang Katschner, Lautten Compagney, Dresdner Kammerchor)
- 2008: Saul, Messiah (Georg Friedrich Händel, René Jacobs, Concerto Köln & Freiburger Barockorchester)
- 2009: Alcina (Georg Friedrich Händel, Alan Curtis, Il Complesso Barocco)
- 2009: Bach Cantatas - Vol.4 (Johann Sebastian Bach, John Eliot Gardiner, English Baroque Soloists)
- 2009: Rodrigo (Georg Friedrich Händel, Eduardo Lopéz Banzo, Al Ayre Español)